# 兩院制

採用兩院制的國家/地區
採用一院制的國家/地區
拥有一院制立法机构和咨询机构的国家。
無議會的國家/地區
無資料

兩院制是一種以兩個獨立運作的議會（議院）組成立法機構的政治制度，亦被稱為二院制。屬於多院制之一，與之相對的制度稱為一院制，即是只有單一議會作為立法機構。截至2015年，全球約40%的國家立法機構為兩院制，約60%為一院制。

## 歷史
兩院制起源於羅馬共和國時期，當時設有全是貴族產生的元老院和羅馬男性公民產生的平民大會，以互相制衡。
歐洲封建時代的等級會議中，當時的議會包括神職人員、貴族、平民等三至四個等級的成員，後來不同等級的成員各自開會，共商國事，遂乃形成多院制（包括三院制和四院制）。現時多院制已不存在，大部分國家不是兩院制，就是一院制。

## 近代的形成
英國式兩院制是源於英國國會建立初期，貴族和平民的利益無法平衡，於是設立由貴族組成的英國上議院和以平民組成的英國下議院以互相制衡。
美國式兩院制雖然是源於英國，但構成差異很大，主要是基於美國是由州組成的聯邦，每個州均有自己的淵源和文化與族群，為避免人口多的州份侵害人口少的州份的利益，於是設立參議院，各州不論人口均派有兩名代表；同时设有以人口比例分配的眾議院；所有法律均需兩院同意才能正式生效（但兩院另有一些對方沒有的權力）。
因此經歷制度的完善後，兩院制當中兩個上下議院的分別，现行主要有兩種模式：
- 在聯邦國家中，通常參議院（上院）以成員邦為單位選出（可為直選或間選），眾議院（下院）則按人口比例分區直選。
- 在非联邦的单一政体国家中，通常上議院由委任及間接選舉議員組成，下議院由全民直選。

过去，在君主立憲制國家中，通常上議院由貴族組成，下議院由平民直接選舉，但近年由于民主化改革已很少有世袭贵族组成的上议院。即使在称为“贵族院”的英国上议院，现在绝大多数议员也是由政府委任的“终身贵族”，只有少数议员是由世袭贵族选举出的代表，以及英國國教會的部分主教和兩名大主教。
在兩院制的民主國家中，如果其中一院不是由直選產生，則直選產生的另一院通常擁有較大權力（但在聯邦國家中則一般是固定上議院權力更大，如美國參議院）。一些國家的上議院（如英國上議院）甚至只剩下近乎象徵式的權力，稱為「跛腳的兩院制」，已經與單一院制相似。

## 優點
- 实现内部制衡，防止国会的专横独裁、团体专制
- 因为立法需两院通过（其中一院覆核立法內容），可防止草率立法，提高立法和议政品質
- 平衡各方利益。過去上議院代表貴族利益，现今的上議院则多代表鄉鎮利益（以行政區制定席次），制衡城市主導的下議院（以人口數制定席次）
- 利于多元意见的表达

## 缺點
- 立法程序繁琐，效率较一院制低
- 与一院制相比，需要更多人力和财力
- 其中一院不能完全代表民意，特別是貴族出身的上议院
- 两院若分別由不同党派掌控，容易出現政治斗争，在一些议题上较困難進行立法程序

## 職權劃分
两院的职权划分主要有三种情形：
- 类似于英国，下議院占較大优勢。直接選舉產生的英国下議院对财政預算案有先议权，委任及終身貴族產生的上議院只有为期一个月的延期通过权，法案在下议院三讀通过，上議院反对无效，故上議院的權力只是象徵。首相領導的内阁只对下議院负责。
- 类似于法国，直接選舉產生的國民議會主導政府運作及政權更替，但間接選舉產生的參議院仍有部分权力，這体现在地方分权上，因为參议员是经大区及省地方议会間選產生。
- 类似于美国，国会两院有平等權力，兩院議員皆是直接選舉產生。所有法案皆須於兩院同時通過；兩院皆有部份對方沒有之權力：如美國眾議院擁有宣戰權、制定租稅及提出预算法案、發動總統彈劾案；美國參議院則擁有主要官員及联邦大法官的任命同意權、條約締結同意權、審理總統免職案。類似國家有意大利、澳大利亞、日本等，但不同的是，在美國，參議院較有優勢。

## 两院制國會列表
| 政治實體       | 立法機關           | 立法機關（上院名稱） | 立法機關（下院名稱） | 國家結構形式 | 備註               |
| -------------- | ------------------ | -------------------- | -------------------- | ------------ | ------------------ |
| 安地卡及巴布達 | 安提瓜和巴布達議會 | 安提瓜和巴布達参议院 | 安提瓜和巴布達众议院 | 单一制       | 君主立宪制         |
| 不丹           | 不丹議會           | 不丹全國委員會       | 不丹國民議會         | 单一制       | 君主立宪制         |
| 日本           | 日本國會           | 日本参议院           | 日本众议院           | 单一制       | 君主立宪制         |
| 美国           | 美国国会           | 美国参议院           | 美国众议院           | 聯邦制       |                    |
| 德国           | 德國國會           | 德國聯邦參議院       | 德國聯邦議院         | 聯邦制       | 總統為虛位元首     |
| 马来西亚       | 馬來西亞國會       | 馬來西亞上議院       | 馬來西亞下議院       | 聯邦制       | 君主立憲制         |
| 巴西           | 巴西国会           | 巴西参议院           | 巴西眾议院           | 聯邦制       | 聯邦共和制         |
|                | 布隆迪議會         | 布隆迪参议院         | 布隆迪國民議會       | 單一制       |                    |
| 緬甸           | 緬甸聯邦議會       | 緬甸民族院           | 緬甸人民院           | 單一制       | 仍然受到軍政府限制 |
| 印度尼西亞     | 印尼國會           | 印尼地方代表理事会   | 印尼人民代表会议     | 單一制       |                    |
| 泰國           | 泰國國會           | 泰國參議院           | 泰國眾議院           | 單一制       | 現在由軍政府控制   |
| 柬埔寨         | 柬埔寨國會         | 柬埔寨參議院         | 柬埔寨國民議會       | 單一制       | 君主政體           |
| 印度           | 印度議會           | 印度聯邦院           | 印度人民院           | 聯邦制       | 總統為虛位元首     |
| 尼泊尔         | 尼泊爾聯邦議會     | 國民議會             | 眾議院               | 聯邦制       | 總統為虛位元首     |
|                | 澳洲議會           | 澳洲參議院           | 澳洲眾議院           | 聯邦制       | 君主立宪制         |
| 加拿大         | 加拿大國會         | 加拿大上議院         | 加拿大下議院         | 聯邦制       | 君主立宪制         |
| 阿根廷         | 阿根廷國民議會     | 阿根廷參議院         | 阿根廷眾議院         | 聯邦制       |                    |
| 俄羅斯         | 俄羅斯聯邦會議     | 俄羅斯聯邦委員會     | 國家杜馬             | 聯邦制       | 半總統制、一黨獨大 |
| 奥地利         | 奥地利议会         | 奥地利联邦议会       | 奥地利国民议会       | 聯邦制       | 議會民主制、代議制 |
| 哥伦比亚       | 哥伦比亚国民议会   | 哥伦比亚参议院       | 哥伦比亚众议院       | 單一制       |                    |
| 智利           | 智利國民議會       | 智利參議院           | 智利眾議院           | 單一制       | 總統制、三權分立   |
| 波蘭           | 波蘭國會           | 波蘭參議院           | 波蘭眾議院           | 單一制       |                    |
| 捷克           | 捷克共和國議會     | 捷克參議院           | 捷克眾議院           | 單一制       |                    |
|                | 哈萨克斯坦议会     | 参议院               | 眾议院               | 單一制       |                    |
|                | 烏茲別克斯坦议会   | 参议院               | 立法院               | 單一制       |                    |
|                | 塔吉克斯坦议会     | 民族院               | 代表會議             | 單一制       |                    |
| 苏丹           | 苏丹国会           | 州委员会             | 国民议会             | 聯邦制       | 總統制             |
| 南蘇丹         | 南苏丹国会         | 州委员会             | 国民议会             | 聯邦制       | 總統制             |
|                | 索马里联邦议会     | 上议院               | 人民院               | 聯邦制       | 半總統制           |
| 索馬利蘭       | 索马里兰议会       | 长老院               | 众议院               | 單一制       | 分離主義國家政權   |
| 摩洛哥         | 摩洛哥议会         | 参议院               | 众议院               | 單一制       | 君主政體           |
| 羅馬尼亞       | 罗马尼亚议会       | 罗马尼亚参议院       | 众议院               | 單一制       |                    |
| 利比里亚       | 利比里亚议会       | 参议院               | 众议院               | 單一制       |                    |
| 法國           | 法国国会           | 法国参议院           | 法国国民议会         | 單一制       | 半總統制           |
| 意大利         | 意大利国会         | 意大利参议院         | 意大利众议院         | 單一制       | 總統為虛位元首     |
| 愛爾蘭         | 爱尔兰议会         | 爱尔兰众议院         | 爱尔兰参议院         | 單一制       | 總統為虛位元首     |
| 英国           | 英国议会           | 英国上议院           | 英国下议院           | 單一制       | 君主立宪制         |
| 西班牙         | 西班牙议会         | 參議院               | 众議院               | 單一制       | 君主立宪制         |
| 荷蘭           | 荷兰国会           | 国会一院             | 国会二院             | 單一制       | 君主立宪制         |
| 比利时         | 比利时联邦议会     | 參議院               | 众議院               | 联邦制       | 君主立宪制         |

## 過去實施兩院制的國家
| 政治實體   | 年份           | 立法機關                  | 立法機關（上院名稱） | 立法機關（下院名稱） | 國家結構形式 | 備註 |
| ---------- | -------------- | ------------------------- | -------------------- | -------------------- | ------------ | --- |
| 中華民國   | 1913年－1925年 | 中華民國國會              | 參議院               | 眾議院               | 單一制       | 中華民國建國初期实行两院制國會。 |
| 新西兰     | 1852年－1951年 | 紐西蘭議會                | 立法委員會           | 眾議院               | 單一制       | 紐西蘭议会成立於1852年，當時有上下兩院。1951年，紐西蘭上議院被廢除，使得紐西蘭成為一個一院制國家，但名稱保留為眾議院，而非议会。1951年之前，还包含新西兰立法委员会（上议院）。通常情况下，新西兰议会仅指新西兰众议院。 |
| 古巴       | 1902年－1959年 | 古巴國會 (1902年－1959年) | 參議院               | 眾議院               | 單一制       | |
| 大韓民國   | 1952年－1961年 | 大韓民國國會              | 參議院               | 民議院               | 單一制       | 第二共和國正式成立，5.16軍事政變後並解散，其后一直保持约九个月，直至第三共和成立。第二共和國采取了两院制，组成下议院民议院和参议院。参议院和民議院从在1952年修订的大韓民國憲法規定。其權力由繼承的一院制大韓民國國會取代。 |
| 苏联       | 1938年－1991年 | 蘇聯最高蘇維埃            | 聯盟院               | 民族院               | 聯邦制       | 1991年10月29日「民族院」改稱「共和國院」。1991年12月26日隨蘇聯解體而解散。 |
| 委內瑞拉   | －1999年       | 委內瑞拉國會              | 參議院               | 眾議院               | 聯邦制       | 1999年，委內瑞拉總統乌戈·查韦斯通過公投修改憲法，把兩院制改為一院制，藉以解散由在野黨派控制的议会。 |
| 中華民國   | 1992年－       | 立法院                    | 國民大會             | 立法院               | 單一制       | 1947年12月25日施行之《中華民國憲法》中，國家中央設立國民大會、立法院、監察院等選舉產生之議會機關。後經司法院大法官作成釋字第76號解釋，該三機關皆有國會之性質，故國會為三院制。1990年代臺灣民主化過程中，監察院在1992年第二次修憲時改為非議會機關，國會成為兩院制。然而在此段期間，國民大會之職權僅限於修改憲法，而一般法律之立法權全歸於立法院。而隨後2000年第六次修憲中，僅處理憲法修正的國民大會改為非常設任務型機關。2005年第七次修憲中，國民大會停止運作，政權改由人民直接行使辦理全國性公民投票。此後，立法院成為等同其他民主國家的一院制國會，立法委員即是中華民國的「國會議員」。 |
| 毛里塔尼亚 | －2017年       | 毛里塔尼亞議會            | 參議院               | 國民議會             | 單一制       | 毛里塔尼亚议会曾实行两院制，由参议院和国民议会组成。参议院有56名议员，国民议会有95名议员。2017年8月5日，举行的全民公投有了最后结果，绝大多数投票者支持对宪法进行修改，根据宪法修改案，参议院被取消。毛里塔尼亞最終成為一院制國家。 |
|            | 2021年－2023年 | 土庫曼國家委員會          | 土庫曼斯坦人民委員會 | 土庫曼斯坦議會       | 單一制       | |

## 實施類似兩院制的國家
部分國家在中央政府設置類似兩院制的議事機關，但實為一院制。

### 中华人民共和国
中華人民共和國的「兩會」體制中，全國人民代表大會跟前蘇聯的蘇聯最高蘇維埃一樣，是最高議事機構；而中國人民政治協商會議是中國共產黨和民主黨派、其他社會團體共同協商國策的機構，但並非议会，無立法、創制和複決的權力。全國人大和全國政協雖統稱為「兩會」，但並非兩院制。只有全国人大才是最高立法及权力机关。

## 改革

### 阿拉伯世界政治改革
2005年，由前美国国务卿马德琳·奥尔布赖特共同发起的美国外交关系委员会关于阿拉伯世界民主改革的报告敦促阿拉伯国家采取两院制，上议院按 "专业基础 "任命。理事会声称，这将防止 "多数人的暴政"，并表示担心，如果没有制衡制度，极端分子将利用一院制议会限制少数群体的权利。
2002年，巴林采用了两院制，下院由选举产生，上院由任命产生。这导致维法克党抵制当年的议会选举，他们说政府会利用上议院否决他们的计划。2005年，在下议院的许多议员投票支持引入所谓的道德警察后，许多对两院制的世俗批评者被说服，认识到了它的好处。

### 罗马尼亚
2009年11月22日，罗马尼亚举行了关于引入一院制议会而不是目前的两院制议会的全民公决。投票率为50.95%，77.78%的 "赞成 "票支持一院制议会，此次公投具有协商作用，因此需要议会倡议，并再次举行公投批准新的修改建议。

### 科特迪瓦
2016年10月30日举行了关于新宪法的全民投票。宪法草案将设立一个两院制议会，而不是目前的一院制议会。预计参议院将代表领土集体和居住在国外的科特迪瓦人的利益。参议院三分之二的成员将在大选的同时选出。其余三分之一由当选总统任命。